# Etolin Island
Etolin Island är en ö i Alexanderarkipelagen i sydöstra Alaska, USA. Det är beläget mellan Prince of Wales Island i väster och Alaskas fastland i öster.  Det ligger sydväst om Wrangell Island.  Dess ursprungliga namn var Duke of York Island, men döptes om efter USA:s köp av Alaska.  Etolin Island är uppkallad efter Arvid Adolf Etholén, guvernör över den ryska besittningen. 
Etolin Island är 48 km long och 16-35 km bred, med en area på 878,08 km², vilket gör ön till 24:e i storleksordning i USA. År 2000 hade ön 15 invånare.
På Etolin Island finns en utifrån införd älgstam.